# Anton Ebert

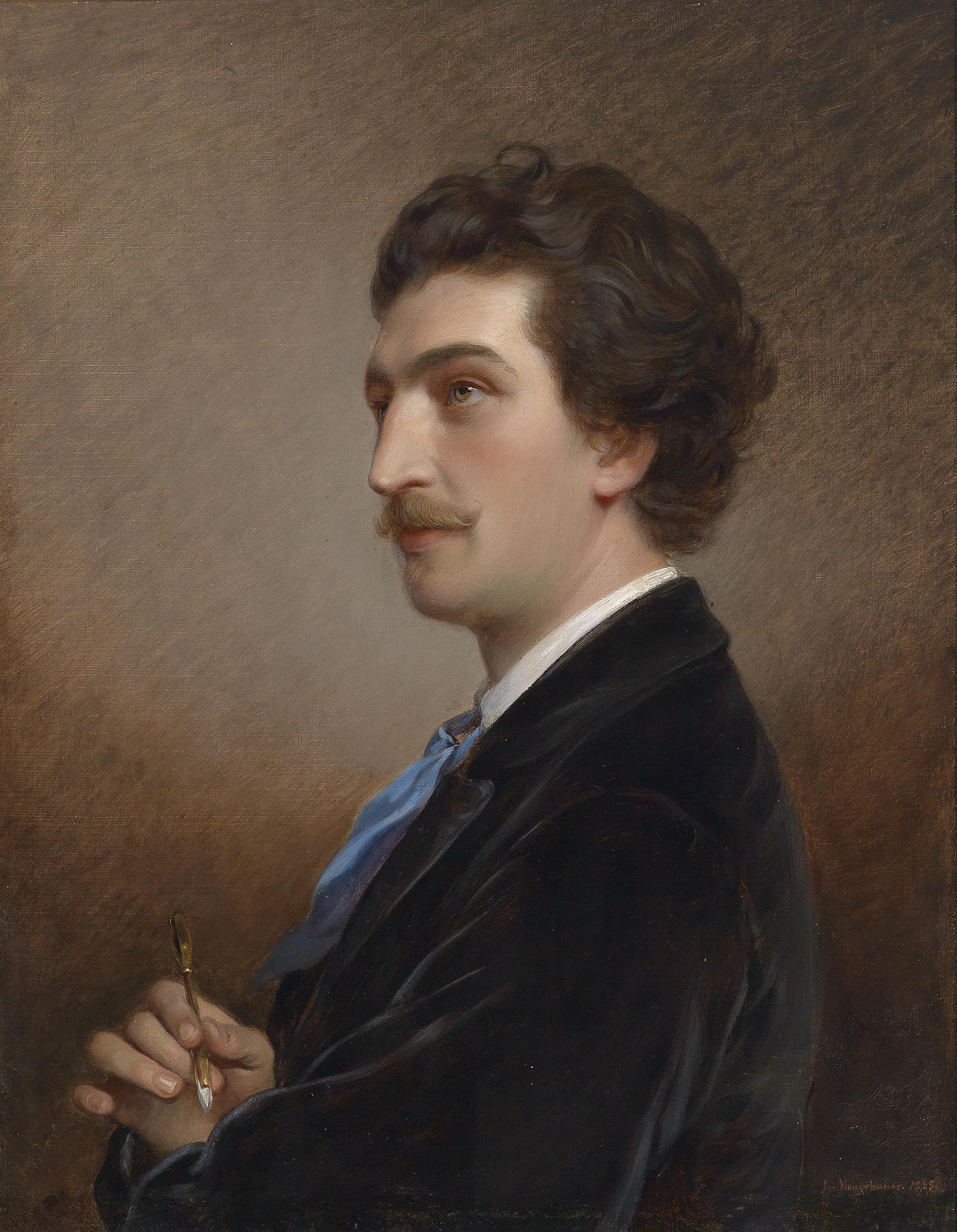
Josef Neugebauer: Bildnis Anton Ebert

Anton Ebert (* 29. Juni 1845 in Kladruby u Stříbra; † 16. Juni 1896 in Wien) war ein österreichischer Porträt- und Landschaftsmaler.
Ebert studierte Malerei an der Akademie der Bildenden Künste Prag und setzte sein Studium privat bei Ferdinand Georg Waldmüller in Wien fort.
Nach mehreren Studienreisen war Ebert in Wien als Porträtmaler tätig, schuf. u. a. Miniaturporträts von Franz Joseph I. auf Elfenbein. In späteren Jahren beschäftigte sich Ebert auch mit der Landschaftsmalerei aus der Umgebung Wiens.
Anton Ebert war seit 1862 Künstlerhaus-Mitglied.

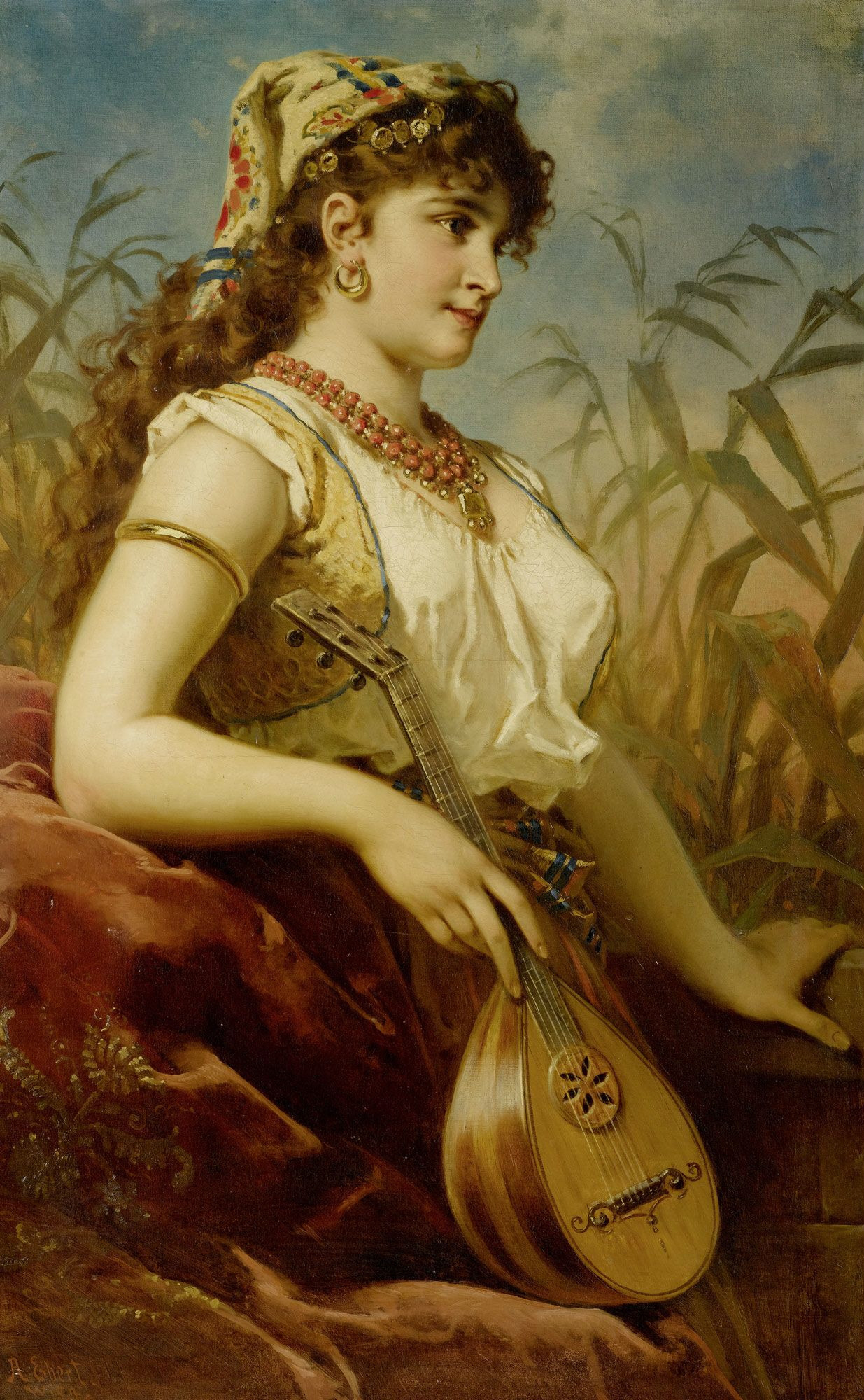
Die Mandolinenspielerin (um 1896)
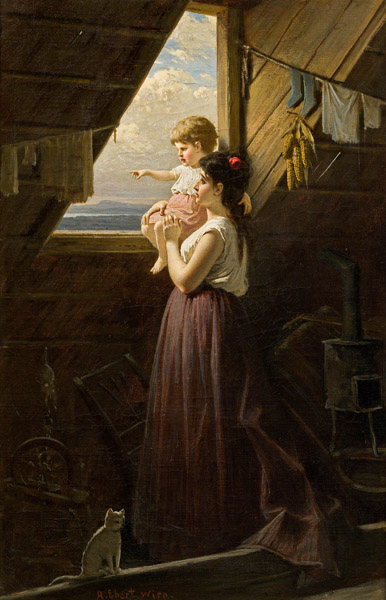
Mutter mit Kind am Fenster (um 1896)
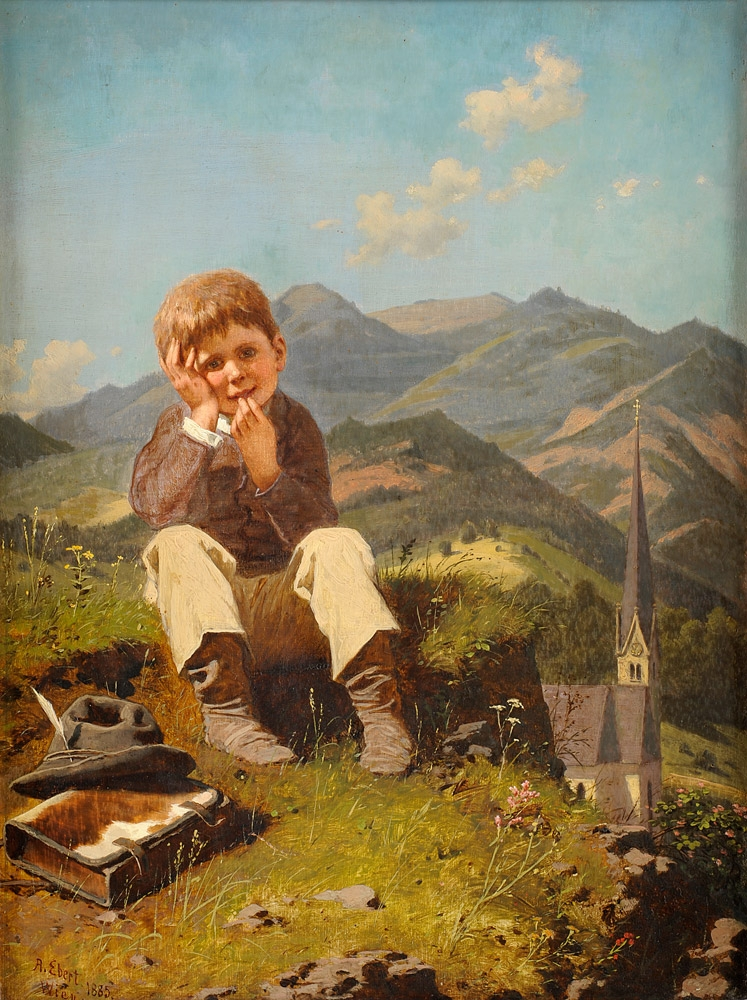
Der kleine Schulschwänzer (1885)